# Monika Bauert
Monika Bauert (* 31. Dezember 1943 in Posen, Deutsches Reich, heute Polen) ist eine deutsche Bühnenbildnerin, Filmarchitektin und Kostümbildnerin.

## Leben und Wirken
Bauert wurde bei Kriegsende 1945 von den Polen aus ihrer Heimatstadt Posen vertrieben und wuchs in Wuppertal auf. An der dortigen Werkkunstschule erhielt sie ihre Berufsausbildung. Anschließend begann Monika Bauert als Bühnenbildnerin an bundesdeutschen Spielstätten wie Ulm, Dortmund und Oberhausen. Ihr Spezialgebiet ist das Schauspiel, Bauert entwarf aber auch die Kulissen für Opern und Operetten, Musicals und Ballettaufführungen und steuerte obendrein auch die Kostüme bei. Eine zweijährige Theatertournee führte die Künstlerin durch ganz Südamerika. 1970 stieß Monika Bauert erstmals zum Fernsehen.
In der Folgezeit entwarf sie die Kostüme zu ausgesuchten Produktionen wie die in den Bavaria-Ateliers gedrehten, englischsprachigen Kinofilmen Die Akte Odessa, Verstecktes Ziel und Enemy Mine – Geliebter Feind von Wolfgang Petersen, dessen international wohlwollend aufgenommene Großproduktion Das Boot Bauert wenige Jahre zuvor gleichfalls kostümtechnisch betreut hatte. Mit Beginn der 1990er-Jahre verlegte Bauert ihr Arbeitsfeld mehr und mehr in Richtung Filmarchitektur und wirkte noch im selben Jahrzehnt an einigen sehr erfolgreichen deutschen Kinokomödien wie Der bewegte Mann, Das Superweib und Knockin’ on Heaven’s Door mit. Seit 2010 arbeitet Monika Bauert kaum mehr für Film oder Fernsehen.
Monika Bauert ist Patin und Dozentin an der Internationalen Filmschule Köln beim „Weiterbildungsprogramm Szenenbild“ und engagiert sich für die Ausbildung und Förderung des Nachwuchses. Sie ist im Vorstand der Deutschen Filmakademie.

## Filmografie

### Als Kostümbildnerin
- 1972: Alexander Zwo (Mehrteiler)
- 1974: Die Akte Odessa (The Odessa File)
- 1974: Graf Yoster gibt sich die Ehre (Serie)
- 1975: Tatort: Die Abrechnung
- 1975: Tatort: Treffpunkt Friedhof
- 1977: Die Tochter des Schweigens (Serie)
- 1978: Jauche und Levkojen
- 1978: Verstecktes Ziel (Brass Target)
- 1979: Der Tote bin ich
- 1981: Das Boot
- 1982: Tatort: Der unsichtbare Gegner
- 1982: Egmont
- 1985: Enemy Mine – Geliebter Feind (Enemy Mine)
- 1993: Mein Name ist Victor (Je m’appelle Victor)

### Als Filmarchitektin
- 1980: Ein Guru kommt (nur Ausstattung)
- 1982: Tatort: Das Mädchen auf der Treppe
- 1984: Tatort: Rechnung ohne Wirt
- 1991: Manta Manta
- 1990–1992: Kommissar Klefisch (drei Filme)
- 1993: Charlie & Louise – Das doppelte Lottchen
- 1994: Der bewegte Mann
- 1995: Stille Nacht – Ein Fest der Liebe
- 1995: Das Superweib
- 1996: Knockin’ on Heaven’s Door
- 1998: Kai Rabe gegen die Vatikankiller
- 1998: Jimmy the Kid
- 1999: ’Ne günstige Gelegenheit
- 2000: Die Einsamkeit der Krokodile
- 2001: Boran
- 2003: Die Klasse von ’99 – Schule war gestern, Leben ist jetzt (auch Ausstattung)
- 2004: Mein Bruder ist ein Hund
- 2007: Rennschwein Rudi Rüssel 2 – Rudi rennt wieder!
- 2008: Low Lights
- 2009: Liebe Mauer